# Yêu khẩn cấp
Yêu khẩn cấp (tên gốc tiếng Hàn: 반창꼬; RR: Banchangkko, còn được bết đến với tên tiếng Anh: Love 911) là một bộ phim Hàn Quốc năm 2012 với sự góp mặt của ngôi sao phim ảnh Go Soo và Han Hyo-joo về mối tình không có thực giữa một anh chàng cứu hỏa tận tụy có quá khứ đau buồn và một bác sĩ có trái tim lạnh người mà duy nhất tập trung vào công việc. Bộ phim được phát sóng vào ngày 19 tháng 12 năm 2012
Han Hyo-joo được đề cử nhận giải thưởng nữ diễn viên xuất sắc nhất tại Lễ trao giải nghệ thuật Baeksang lần thứ 49 năm 2013.

## Nội dung
Kang-il là một nhân viên cứu hỏa có vợ mất trong khi anh đang giúp ai đó trong một vụ tai nạn. Giày vò với sự lỗi lầm bởi vì không thể cứu vợ mình, Kang-il quyết định nhảy vào nguy hiểm để cứu người khác. Mi-soo, một bác sĩ ở một bệnh viện công cộng, đã chẩn đoán sai bệnh và bị kiện bởi chồng của bệnh nhân khi bệnh nhân mất vào hoàn cảnh nguy kịch. Nguy cơ bị mất giấy phép hành nghề, luật sư của Mi-soo khuyên cô thuyết phục Kang-il để làm nhân chứng chống lại chồng của bệnh nhân là vu khống trong khi chồng của bệnh nhân đang đau buồn. Cô sẽ chinh phục Kang-il bằng cách "hẹn hò với anh."
Tuy nhiên, Kang-il không dễ dàng bị chinh phục bởi kế hoạch của Mi-soo và tỏ ra thái độ lạnh nhạt. Sau đó, Mi-soo tình nguyện là một người phụ giúp y tế để làm việc cùng Kang-il và để gần hơn với anh.
Mặc dù lúc đầu là mối quan hệ gần gũi, như là họ cố gắng vượt qua nguy hiểm để giải cứu nhau, họ dần dần yêu nhau. Nhưng mối quan hệ của họ đổ vỡ khi Kang-il không thể quên đi quá khứ của người vợ đã mất và hơn nữa anh tìm thấy lý do tại sao Mi-soo đến với anh. Kang-il đã một mình đi vào nguy hiểm để giải cứu, trong khi Mi-soo không thể dừng anh ấy lại. Rồi một ngày, khi Kang-il kẹt ở dưới một tòa nhà đổ sập, Mi-soo chạy sau anh không biết anh sẽ sống sót.

## Diễn viên
- Go Soo - Kang-il, người lính cứu hỏa
- Han Hyo-joo - Mi-soo, bác sĩ
- Ma Dong-seok - người đứng đầu nhóm cứu hỏa
- Kim Sung-oh - Yong-soo, người lính cứu hỏa
- Juni - Hyun-kyung, người lính cứu hỏa
- Jin Seo-yeon - Ha-yoon
- Oh Soo-min - Ji-young, người vợ đã mất của Kang-il
- Lee Do-ah - bác sĩ tâm thần học
- Jo Min-ki - nhà đứng đầu ngành tâm thần học (vai diễn khách mời)
- Yang Dong-geun - Thám tử Bang Je-soo (vai diễn khách mời)
- Jung Jin-young - cảnh sát (vai diễn khách mời)
- Jo Kyoung-hoon - chồng của bệnh nhân
- Kim Seo-kyung - Young-mo

## Đường dẫn bên ngoài
- Website chính thức (Korean)
- Yêu khẩn cấp tại Korean Movie Database
- Yêu khẩn cấp trên Internet Movie Database
- Yêu khẩn cấp tại HanCinema